# Marco Milanese (archeologo)
Marco Milanese (Genova, 27 ottobre 1958) è un archeologo italiano.

## Biografia
Archeologo medievista, laureato in archeologia nel 1981 presso l'Università di Genova.  Nel 1983 ha vinto a Roma la III edizione del Premio internazionale di archeologia L'Erma di Bretschneider, con l'opera Scavi nell'oppidum preromano di Genova. Nel 1987 ha conseguito il dottorato di ricerca in archeologia presso l'Università di Pisa, Siena e Firenze. Dal 1992 ha intrapreso l'insegnamento, come professore associato, in metodologie della ricerca archeologica e archeologia medievale presso le Università di Sassari, Genova, Arezzo e Pisa. Dal 2003 è professore ordinario a Sassari. Dopo aver atteso per diversi anni agli scavi del villaggio medievale di Geridu (Sorso), nel 2011, grazie alla collaborazione tra il Dipartimento di Storia dell'Università di Sassari e il Comune di Sorso, con un'esposizione permanente, ha fondato e diretto  Biddas - Museo dei Villaggi Abbandonati della Sardegna.  Nel 2013 ha vinto la prima edizione del premio Riccardo Francovich per il miglior museo italiano dedicato al patrimonio archeologico medievale nazionale.

## Pubblicazioni (parziale)
- con Giovanni Aliprandi, La Ceramica Europea Introduzione alla tecnologia alla storia e all'arte, Editore: ECIG Edizioni culturali internazionali Genova, (1986) ISBN 8875451680 ISBN 9788875451684
- con Riccardo Francovich, Lo Scavo archeologico di Montarrenti e i problemi dell'incastellamento medievale. Esperienze a confronto, Firenze ISBN 8878140759
- Genova romana. Mercato e città dalla tarda età repubblicana a Diocleziano dagli scavi del colle di Castello (Genova-San Silvestro), Ed. L'Erma di Bretschneider, Roma, 1993 ISBN 8870628027 ISBN 978-8870628029
- Studi e ricerche sul villaggio medievale di Geridu. Miscellanea 1996-2001, QUAVAS - Quaderni del Centro di Documentazione dei Villaggi Abbandonati della Sardegna, 2004 ISBN 9788878142572
- Alghero. Archeologia di una città medievale, Sassari. 2013 ISBN 8871386469